# Giải bóng đá Vô địch U-19 Quốc gia 2018
Giải bóng đá Vô địch U-19 Quốc gia 2018 là mùa giải thứ 13 của giải U19 Quốc gia do VFF và Tập đoàn Thanh Niên tổ chức. Giải đấu này diễn ra theo hai giai đoạn, vòng loại sẽ khởi tranh từ ngày 8/1/2017 và kết thúc vào ngày 1/2/2018. Vòng chung kết diễn ra từ 6/3 đến ngày 15/3/2018 tại Sân vận động Tự Do thuộc tỉnh Thừa Thiên Huế.

## Các đội bóng tham gia
Có 23 đội bóng tham dự trong đó đội chủ nhà Huế và 22 đội bóng thi đấu vòng loại chia thành 4 bảng đấu:
- Bảng A: Do Trung tâm thể thao Viettel đăng cai tổ chức gồm 06 đội: Viettel, Công An Nhân Dân, Hà Nội, Nam Định, PVF và Quảng Ninh.
- Bảng B: do Công ty cổ phần Sông Lam Nghệ An đăng cai tổ chức, gồm 5 đội: Hà Tĩnh, FLC Thanh Hóa, Quảng Nam, SHB Đà Nẵng, Sông Lam Nghệ An.
- Bảng C: Do Công ty cổ phần thể thao Hoàng Anh Gia Lai đăng cai tổ chức gồm 05 đội: Hoàng Anh Gia Lai, Đắk Lắk, Khánh Hòa, Bình Định, Thành phố Hồ Chí Minh.
- Bảng D: Do Công ty cổ phần thể thao bóng đá Bình Dương đăng cai tổ chức Lượt đi và Công ty cổ phần phát triển bóng đá Long An đăng cai Lượt về, gồm 06 đội: Bình Dương, Cần Thơ, Đồng Tháp, Long An, Tây Ninh và Đồng Nai.[3]

## Phương thức thi đấu
Vòng loại:
- Các Đội bóng thi đấu vòng tròn hai lượt (lượt đi - lượt về) tại địa phương đăng cai, tính điểm xếp hạng tại mỗi Bảng. Chọn 04 đội xếp thứ Nhất, 03 đội xếp thứ Nhì có thành tích tốt nhất ở bốn Bảng vào Vòng chung kết.
- Trong trường hợp số Đội tại các bảng không bằng nhau: khi so sánh các chỉ số để xác định 03 đội xếp thứ Nhì có điểm và các chỉ số cao hơn vào Vòng chung kết, Ban tổ chức giải sẽ không tính kết quả của các trận đấu giữa Đội xếp thứ Nhì gặp các Đội xếp cuối tại các bảng có số Đội nhiều hơn, sao cho số trận đấu của các Đội xếp thứ Nhì giữa các bảng khi so sánh là bằng nhau.

Vòng chung kết:
8 Đội bóng, bao gồm: Đội chủ nhà Thừa Thiên Huế, 04 đội xếp thứ Nhất, 03 đội xếp thứ Nhì có thành tích tốt nhất ở bốn Bảng sẽ tham dự vòng chung kết. Tám đội bóng này sẽ chia thành 2 Nhóm A và B, 4 đội/nhóm thi đấu vòng tròn một lượt, chọn 2 đội đứng đấu mỗi Nhóm vào thi đấu Bán kết.
Hai đội thua Bán kết đồng xếp Hạng Ba, hai đội thắng Bán kết sẽ thi đấu trận Chung kết. Các trận đấu ở vòng bán kết và trận chung kết sẽ thi đấu theo thể thức loại trực tiếp một trận, nếu sau thời gian thi đấu chính thức (90 phút) tỷ số hoà, sẽ thi đá luân lưu 11m để
xác định đội thắng.

## Thời gian thi đấu
- Vòng loại:
  - Lượt đi: từ ngày 8/1 - 18/1/2018
  - Lượt về: từ ngày 22/1 - 1/2/2018
- Vòng chung kết:
  - Thời gian: Từ ngày 6 - 15/3/2018 tại Sân vận động Tự Do thuộc tỉnh Huế.

## Vòng loại
Tính đến ngày 3 tháng 2 năm 2018

### Bảng A
Tất cả các trận đấu đều diễn ra trên sân tập của Trung tâm thể thao Viettel.
| Thứ tự | Đội              | Trận | Thắng | Hòa | Thua | Bàn thắng | Bàn thua | Hiệu số | Điểm | Vượt qua vòng loại           |
| 1      | Hà Nội           | 10   | 9     | 0   | 1    | 28        | 6        | +22     | 27   | Vào vòng chung kết           |
| 2      | Viettel          | 10   | 8     | 1   | 1    | 23        | 5        | +18     | 25   | Xét tuyển vào vòng chung kết |
| 3      | PVF              | 10   | 3     | 3   | 4    | 12        | 12       | 0       | 12   |                              |
| 4      | Công An Nhân Dân | 10   | 2     | 4   | 4    | 12        | 16       | -4      | 10   |                              |
| 5      | Quảng Ninh       | 10   | 1     | 3   | 6    | 10        | 31       | -21     | 6    |                              |
| 6      | Nam Định         | 10   | 0     | 3   | 7    | 10        | 25       | -15     | 3    |                              |

| Lượt đi | Lượt đi   | Lượt đi | Trận                 | Trận | Trận                 | Lượt về | Lượt về   | Lượt về |
| ------- | --------- | ------- | -------------------- | ---- | -------------------- | ------- | --------- | ------- |
| Vòng    | Ngày      | Tỷ số   | Đội 1                | -    | Đội 2                | Tỷ số   | Ngày      | Vòng    |
| Vòng 1  | 8/1/2018  | 3-0     | U19 Viettel          | -    | U19 Nam Định         | 2-0     | 22/1/2018 | Vòng 6  |
| Vòng 1  | 8/1/2018  | 4-1     | U19 Công An Nhân Dân | -    | U19 Quảng Ninh       | 1-1     | 22/1/2018 | Vòng 6  |
| Vòng 1  | 8/1/2018  | 1-0     | U19 Hà Nội           | -    | U19 PVF              | 2-0     | 22/1/2018 | Vòng 6  |
| Vòng 2  | 10/1/2018 | 2-2     | U19 PVF              | -    | U19 Công An Nhân Dân | 1-1     | 24/1/2018 | Vòng 7  |
| Vòng 2  | 10/1/2018 | 0-5     | U19 Quảng Ninh       | -    | U19 Viettel          | 0-5     | 24/1/2018 | Vòng 7  |
| Vòng 2  | 10/1/2018 | 1-3     | U19 Nam Định         | -    | U19 Hà Nội           | 1-7     | 24/1/2018 | Vòng 7  |
| Vòng 3  | 13/1/2018 | 2-1     | U19 Quảng Ninh       | -    | U19 PVF              | 0-4     | 26/1/2018 | Vòng 8  |
| Vòng 3  | 13/1/2018 | 1-1     | U19 Công An Nhân Dân | -    | U19 Nam Định         | 3-2     | 26/1/2018 | Vòng 8  |
| Vòng 3  | 13/1/2018 | 3-0     | U19 Hà Nội           | -    | U19 Viettel          | 0-1     | 26/1/2018 | Vòng 8  |
| Vòng 4  | 16/1/2018 | 2-0     | U19 Viettel          | -    | U19 PVF              | 1-1     | 30/1/2018 | Vòng 9  |
| Vòng 4  | 16/1/2018 | 2-0     | U19 Hà Nội           | -    | U19 Công An Nhân Dân | 2-0     | 30/1/2018 | Vòng 9  |
| Vòng 4  | 16/1/2018 | 2-2     | U19 Nam Định         | -    | U19 Quảng Ninh       | 1-1     | 30/1/2018 | Vòng 9  |
| Vòng 5  | 18/1/2018 | 1-4     | U19 Quảng Ninh       | -    | U19 Hà Nội           | 0-4     | 1/2/2018  | Vòng 10 |
| Vòng 5  | 18/1/2018 | 2-1     | U19 PVF              | -    | U19 Nam Định         | 1-0     | 1/2/2018  | Vòng 10 |
| Vòng 5  | 18/1/2018 | 2-0     | U19 Viettel          | -    | U19 Công An Nhân Dân | 2-0     | 1/2/2018  | Vòng 10 |

### Bảng B
Tất cả các trận đấu đều diễn ra trên Sân vận động Vinh và Sân vận động Quân khu IV.
| Thứ tự | Đội              | Trận | Thắng | Hòa | Thua | Bàn thắng | Bàn thua | Hiệu số | Điểm | Vượt qua vòng loại           |
| 1      | Sông Lam Nghệ An | 8    | 7     | 1   | 0    | 12        | 4        | +8      | 22   | Vào vòng chung kết           |
| 2      | FLC Thanh Hóa    | 8    | 3     | 3   | 2    | 15        | 8        | +7      | 12   | Xét tuyển vào vòng chung kết |
| 3      | Hà Tĩnh          | 8    | 3     | 1   | 4    | 7         | 9        | -2      | 10   |                              |
| 4      | SHB Đà Nẵng      | 8    | 2     | 3   | 3    | 15        | 14       | +1      | 9    |                              |
| 5      | Quảng Nam        | 8    | 1     | 0   | 7    | 7         | 21       | -14     | 3    |                              |

| Lượt đi | Lượt đi   | Lượt đi | Lượt đi | Trận                 | Trận | Trận                 | Lượt về | Lượt về | Lượt về   | Lượt về |
| ------- | --------- | ------- | ------- | -------------------- | ---- | -------------------- | ------- | ------- | --------- | ------- |
| Lượt    | Ngày      | Giờ     | Tỷ số   | Đội                  |      | Đội                  | Tỷ số   | Giờ     | Ngày      | Lượt    |
| Vòng 1  | 8/1/2018  | 15h00   | 2-1     | U19 Sông Lam Nghệ An | -    | U19 FLC Thanh Hóa    | 1-1     | 15h00   | 22/1/2018 | Vòng 6  |
| Vòng 1  | 8/1/2018  | 15h00   | 2-1     | U19 Quảng Nam        | -    | U19 SHB Đà Nẵng      | 3-5     | 15h00   | 22/1/2018 | Vòng 6  |
| Vòng 2  | 10/1/2018 | 15h00   | 1-2     | U19 SHB Đà Nẵng      | -    | U19 Sông Lam Nghệ An | 0-1     | 15h00   | 24/1/2018 | Vòng 7  |
| Vòng 2  | 10/1/2018 | 15h00   | 1-0     | U19 FLC Thanh Hóa    | -    | U19 Hà Tĩnh          | 0-1     | 15h00   | 24/1/2018 | Vòng 7  |
| Vòng 3  | 13/1/2018 | 15h00   | 1-0     | U19 Hà Tĩnh          | -    | U19 Quảng Nam        | 3-1     | 15h00   | 26/1/2018 | Vòng 8  |
| Vòng 3  | 13/1/2018 | 15h00   | 2-2     | U19 FLC Thanh Hóa    | -    | U19 SHB Đà Nẵng      | 2-2     | 15h00   | 26/1/2018 | Vòng 8  |
| Vòng 4  | 16/1/2018 | 15h00   | 0-6     | U19 Quảng Nam        | -    | U19 FLC Thanh Hóa    | 2-2     | 15h00   | 30/1/2018 | Vòng 9  |
| Vòng 4  | 16/1/2018 | 15h00   | 0-1     | U19 Hà Tĩnh          | -    | U19 Sông Lam Nghệ An | 0-2     | 15h00   | 30/1/2018 | Vòng 9  |
| Vòng 5  | 18/1/2018 | 15h00   | 2-2     | U19 SHB Đà Nẵng      | -    | U19 Hà Tĩnh          | 2-0     | 15h00   | 1/2/2018  | Vòng 10 |
| Vòng 5  | 18/1/2018 | 15h00   | 2-1     | U19 Sông Lam Nghệ An | -    | U19 Quảng Nam        | 1-0     | 15h00   | 1/2/2018  | Vòng 10 |

### Bảng C
Tất cả các trận đấu đều diễn ra trên Sân vận động Pleiku.
| Thứ tự | Đội                   | Trận | Thắng | Hòa | Thua | Bàn thắng | Bàn thua | Hiệu số | Điểm | Vượt qua vòng loại           |
| 1      | Hoàng Anh Gia Lai     | 8    | 6     | 1   | 1    | 22        | 9        | +13     | 19   | Vào vòng chung kết           |
| 2      | Thành phố Hồ Chí Minh | 8    | 5     | 2   | 1    | 19        | 8        | +11     | 17   | Xét tuyển vào vòng chung kết |
| 3      | Đắk Lắk               | 8    | 4     | 1   | 3    | 21        | 5        | +16     | 13   |                              |
| 4      | Khánh Hòa             | 8    | 2     | 0   | 6    | 11        | 32       | -21     | 6    |                              |
| 5      | Bình Định             | 8    | 0     | 2   | 6    | 6         | 25       | -19     | 2    |                              |

| Lượt đi | Lượt đi   | Lượt đi | Trận                      | Trận | Trận                      | Lượt về | Lượt về   | Lượt về |
| ------- | --------- | ------- | ------------------------- | ---- | ------------------------- | ------- | --------- | ------- |
| Lượt    | Ngày      | Tỷ số   | Đội                       |      | Đội                       | Tỷ số   | Ngày      | Lượt    |
| Vòng 1  | 8/1/2018  | 0-0     | U19 Hoàng Anh Gia Lai     | -    | U19 Bình Định             | 4-3     | 22/1/2018 | Vòng 6  |
| Vòng 1  | 8/1/2018  | 0-3     | U19 Sanatech Khánh Hòa    | -    | U19 Đắk Lắk               | 0-2     | 22/1/2018 | Vòng 6  |
| Vòng 2  | 10/1/2018 | 0-1     | U19 Đắk Lắk               | -    | U19 Hoàng Anh Gia Lai     | 0-1     | 24/1/2018 | Vòng 7  |
| Vòng 2  | 10/1/2018 | 0-0     | U19 Bình Định             | -    | U19 Thành phố Hồ Chí Minh | 0-4     | 24/1/2018 | Vòng 7  |
| Vòng 3  | 13/1/2018 | 4-1     | U19 Thành phố Hồ Chí Minh | -    | U19 Sanatech Khánh Hòa    | 6-2     | 26/1/2018 | Vòng 8  |
| Vòng 3  | 13/1/2018 | 1-5     | U19 Bình Định             | -    | U19 Đắk Lắk               | 0-7     | 26/1/2018 | Vòng 8  |
| Vòng 4  | 16/1/2018 | 3-1     | U19 Sanatech Khánh Hòa    | -    | U19 Bình Định             | 2-1     | 30/1/2018 | Vòng 9  |
| Vòng 4  | 16/1/2018 | 2-1     | U19 Thành phố Hồ Chí Minh | -    | U19 Hoàng Anh Gia Lai     | 2-4     | 30/1/2018 | Vòng 9  |
| Vòng 5  | 18/1/2018 | 0-0     | U19 Đắk Lắk               | -    | U19 Thành phố Hồ Chí Minh | 0-1     | 1/2/2018  | Vòng 10 |
| Vòng 5  | 18/1/2018 | 3-0     | U19 Hoàng Anh Gia Lai     | -    | U19 Sanatech Khánh Hòa    | 8-2     | 1/2/2018  | Vòng 10 |

### Bảng D
Tất cả các trận đấu lượt đi diễn ra trên Sân vận động Gò Đậu còn các trận đấu lượt về diễn ra trên Sân vận động Long An.
| Thứ tự | Đội        | Trận | Thắng | Hòa | Thua | Bàn thắng | Bàn thua | Hiệu số | Điểm | Vượt qua vòng loại           |
| 1      | Đồng Tháp  | 10   | 9     | 0   | 1    | 38        | 3        | +35     | 27   | Vào vòng chung kết           |
| 2      | Đồng Nai   | 10   | 8     | 0   | 2    | 27        | 11       | +16     | 24   | Xét tuyển vào vòng chung kết |
| 3      | Bình Dương | 10   | 5     | 1   | 4    | 21        | 12       | +9      | 16   |                              |
| 4      | Long An    | 10   | 3     | 1   | 6    | 11        | 21       | -10     | 10   |                              |
| 5      | Tây Ninh   | 10   | 2     | 1   | 7    | 13        | 34       | -21     | 7    |                              |
| 6      | Cần Thơ    | 10   | 1     | 1   | 8    | 8         | 37       | -29     | 4    |                              |

| Lượt đi | Lượt đi   | Lượt đi | Trận           | Trận | Trận           | Lượt về | Lượt về   | Lượt về |
| ------- | --------- | ------- | -------------- | ---- | -------------- | ------- | --------- | ------- |
| Vòng    | Ngày      | Tỷ số   | Đội 1          | -    | Đội 2          | Tỷ số   | Ngày      | Vòng    |
| Vòng 1  | 8/1/2018  | 2-2     | U19 Bình Dương | -    | U19 Long An    | 2-0     | 22/1/2018 | Vòng 6  |
| Vòng 1  | 8/1/2018  | 4-1     | U19 Đồng Tháp  | -    | U19 Đồng Nai   | 4-1     | 22/1/2018 | Vòng 6  |
| Vòng 1  | 8/1/2018  | 3-0     | U19 Tây Ninh   | -    | U19 Cần Thơ    | 4-4     | 22/1/2018 | Vòng 6  |
| Vòng 2  | 10/1/2018 | 0-3     | U19 Cần Thơ    | -    | U19 Đồng Tháp  | 0-4     | 24/1/2018 | Vòng 7  |
| Vòng 2  | 10/1/2018 | 2-0     | U19 Đồng Nai   | -    | U19 Bình Dương | 1-0     | 24/1/2018 | Vòng 7  |
| Vòng 2  | 10/1/2018 | 3-2     | U19 Long An    | -    | U19 Tây Ninh   | 4-1     | 24/1/2018 | Vòng 7  |
| Vòng 3  | 13/1/2018 | 4-0     | U19 Đồng Nai   | -    | U19 Cần Thơ    | 7-0     | 27/1/2018 | Vòng 8  |
| Vòng 3  | 13/1/2018 | 3-0     | U19 Đồng Tháp  | -    | U19 Long An    | 4-0     | 27/1/2018 | Vòng 8  |
| Vòng 3  | 13/1/2018 | 0-5     | U19 Tây Ninh   | -    | U19 Bình Dương | 2-1     | 27/1/2018 | Vòng 8  |
| Vòng 4  | 16/1/2018 | 3-0     | U19 Bình Dương | -    | U19 Cần Thơ    | 7-0     | 30/1/2018 | Vòng 9  |
| Vòng 4  | 16/1/2018 | 0-4     | U19 Tây Ninh   | -    | U19 Đồng Tháp  | 0-7     | 30/1/2018 | Vòng 9  |
| Vòng 4  | 16/1/2018 | 0-2     | U19 Long An    | -    | U19 Đồng Nai   | 3-0     | 30/1/2018 | Vòng 9  |
| Vòng 5  | 18/1/2018 | 2-1     | U19 Đồng Nai   | -    | U19 Tây Ninh   | 4-0     | 1/2/2018  | Vòng 10 |
| Vòng 5  | 18/1/2018 | 1-0     | U19 Cần Thơ    | -    | U19 Long An    | 1-2     | 1/2/2018  | Vòng 10 |
| Vòng 5  | 18/1/2018 | 1-0     | U19 Bình Dương | -    | U19 Đồng Tháp  | 0-5     | 1/2/2018  | Vòng 10 |

### Bảng so sánh các đội xếp thứ ba vòng loại
| Thứ tự | Đội                       | Trận | Thắng | Hòa | Thua | Bàn thắng | Bàn thua | Hiệu số | Điểm | Thành tích         |
| 1      | U19 Viettel               | 8    | 6     | 1   | 1    | 18        | 5        | +13     | 19   | Vào vòng chung kết |
| 2      | U19 Đồng Nai              | 8    | 6     | 0   | 2    | 16        | 11       | +5      | 18   | Vào vòng chung kết |
| 3      | U19 Thành phố Hồ Chí Minh | 8    | 5     | 2   | 1    | 19        | 8        | +11     | 17   | Vào vòng chung kết |
| 4      | U19 FLC Thanh Hóa         | 8    | 3     | 3   | 2    | 15        | 8        | +7      | 12   |                    |

## Vòng chung kết
8 đội giành quyền tham dự Vòng chung kết giải vô địch U19 Quốc gia 2018 bao gồm: Hà Nội, Viettel (Bảng A), Sông Lam Nghệ An (Bảng B), Hoàng Anh Gia Lai, Thành phố Hồ Chí Minh (Bảng C), Đồng Tháp, Đồng Nai (Bảng D) và đội chủ nhà Thừa Thiên Huế.

### Vòng bảng

#### Nhóm A
| U19 Hà Nội | 8 – 1          | U19 Thành phố Hồ Chí Minh   |
| --- | -------------- | --------------------------- |
| Nguyễn Hữu Tuấn (4) 3' · Lê Văn Xuân (21) 8', 22', 40', 69' · Nguyễn Văn Minh (7) 54' · Trần Văn Đạt (10) 81', 87' | Chi tiết Video | Nguyễn Hữu Trường (3) 90+1' |

| U19 Thừa Thiên Huế | 0 – 2          | U19 Đồng Tháp               |
| ------------------ | -------------- | --------------------------- |
|                    | Chi tiết Video | Trần Công Minh (8) 39', 75' |

| U19 Đồng Tháp                                     | 2 – 2          | U19 Hà Nội                                               |
| ------------------------------------------------- | -------------- | -------------------------------------------------------- |
| Phạm Ngô Tuấn Tài (18) 61' · Ngô Tấn Tài (10) 87' | Chi tiết Video | Bùi Hoàng Việt Anh (20) 66' · Nguyễn Hồng Sơn (15) 90+2' |

| U19 Thành phố Hồ Chí Minh | 2 – 2          | U19 Thừa Thiên Huế                              |
| ------------------------- | -------------- | ----------------------------------------------- |
| Võ Văn Tánh (7) 15', 48'  | Chi tiết Video | Hồ Thanh Minh (18) 28' · Huỳnh Thế Hiếu (4) 48' |

| U19 Thừa Thiên Huế | 0 – 1          | U19 Hà Nội               |
| ------------------ | -------------- | ------------------------ |
|                    | Chi tiết Video | Nguyễn Tuấn Anh (11) 37' |

| U19 Đồng Tháp          | 1 – 0          | U19 Thành phố Hồ Chí Minh |
| ---------------------- | -------------- | ------------------------- |
| Trần Công Minh (8) 69' | Chi tiết Video |                           |

| Thứ tự | Đội                       | Trận | Thắng | Hòa | Thua | Bàn thắng | Bàn thua | Hiệu số | Điểm | Thành tích       |
| 1      | U19 Hà Nội                | 3    | 2     | 1   | 0    | 11        | 3        | +8      | 7    | Vào vòng bán kết |
| 2      | U19 Đồng Tháp             | 3    | 2     | 1   | 0    | 5         | 2        | +3      | 7    | Vào vòng bán kết |
| 3      | U19 Thừa Thiên Huế        | 3    | 0     | 1   | 2    | 2         | 3        | -1      | 1    |                  |
| 4      | U19 Thành phố Hồ Chí Minh | 3    | 0     | 1   | 2    | 3         | 11       | -8      | 1    |                  |

#### Nhóm B
| U19 Hoàng Anh Gia Lai                           | 2 – 1          | U19 Đồng Nai          |
| ----------------------------------------------- | -------------- | --------------------- |
| Hồ Minh Quyền (17) 50' · Trần Bảo Toàn (20) 57' | Chi tiết Video | Lý Hùng Thành (9) 86' |

| U19 Sông Lam Nghệ An                           | 2 – 3          | U19 Viettel                                                                |
| ---------------------------------------------- | -------------- | -------------------------------------------------------------------------- |
| Lại Đức Anh (29) 29' · Nguyễn Văn Việt (7) 73' | Chi tiết Video | Nguyễn Sĩ Chiến 2' · Nhâm Mạnh Dũng (27) 15' · Nguyễn Hữu Thắng (10) 90+2' |

| U19 Đồng Nai | 0 – 3          | U19 Sông Lam Nghệ An                                                 |
| ------------ | -------------- | -------------------------------------------------------------------- |
|              | Chi tiết Video | Mai Sỹ Hoàng (17) 7' · Trần Ngọc Ánh (19) 24' · Lại Đức Anh (29) 83' |

| U19 Viettel                 | 1 – 0          | U19 Hoàng Anh Gia Lai |
| --------------------------- | -------------- | --------------------- |
| Nguyễn Hữu Thắng (10) 90+2' | Chi tiết Video |                       |

| U19 Hoàng Anh Gia Lai | 0 – 4          | U19 Sông Lam Nghệ An                                    |
| --------------------- | -------------- | ------------------------------------------------------- |
|                       | Chi tiết Video | Trần Ngọc Ánh (19) 12', 86' · Lại Đức Anh (29) 61', 73' |

| U19 Đồng Nai | 1 – 3          | U19 Viettel |
| ------------ | -------------- | ----------- |
|              | Chi tiết Video | ·           |

| Thứ tự | Đội                   | Trận | Thắng | Hòa | Thua | Bàn thắng | Bàn thua | Hiệu số | Điểm | Thành tích       |
| 1      | U19 Viettel           | 3    | 3     | 0   | 0    | 7         | 3        | +4      | 9    | Vào vòng bán kết |
| 2      | U19 Sông Lam Nghệ An  | 3    | 2     | 0   | 1    | 9         | 3        | +6      | 6    | Vào vòng bán kết |
| 3      | U19 Hoàng Anh Gia Lai | 3    | 1     | 0   | 2    | 2         | 6        | -4      | 3    |                  |
| 4      | U19 Đồng Nai          | 3    | 0     | 0   | 3    | 2         | 8        | -6      | 0    |                  |

### Vòng bán kết
| U19 Hà Nội | 1 – 1            | U19 Sông Lam Nghệ An                                                             |
| --- | ---------------- | -------------------------------------------------------------------------------- |
| Nguyễn Hồng Sơn (15) 52'                                                                                       | Youtube Chi tiết | Dương Tùng Lâm (1) 65'                                                           |
| Loạt sút luân lưu                                                                                              |                  |                                                                                  |
| Nguyễn Hữu Tuấn (4) · Lương Văn Hùng (32) · Đặng Văn Tới (17) · Bùi Hoàng Việt Anh (20) · Nguyễn Hồng Sơn (15) | 4 – 2            | Đặng Văn Lắm (12) · Mai Sỹ Hoàng (17) · Nguyễn Văn Việt (7) · Trần Ngọc Ánh (19) |

| U19 Viettel | 0 – 2            | U19 Đồng Tháp                                      |
| ----------- | ---------------- | -------------------------------------------------- |
|             | Youtube Chi tiết | Trần Công Minh (8) 24' · Phạm Ngô Tấn Tài (18) 61' |

### Trận chung kết
| U19 Hà Nội                                                                                        | 0 – 0          | U19 Đồng Tháp                                                                                              |
| ------------------------------------------------------------------------------------------------- | -------------- | --- |
| Lê Văn Nam (9) 55' · Nguyễn Hồng Sơn 56' 87'                                                      | Video Chi tiết | Ngô Tấn Tài (20) 31' · Lê Nhựt Huy (4) 45+1' · Bùi Duy Nam (15) 54'                                        |
| Loạt sút luân lưu                                                                                 |                | |
| Lê Văn Xuân (21) · Lương Văn Hùng (32) · Đặng Văn Tới (17) · Nguyễn Hữu Tuấn (4) · Lê Văn Nam (9) | 2 – 3          | Phạm Ngô Tấn Tài (18) · Bùi Duy Nam (15) · Trần Hữu Nghĩa (19) · Nguyễn Hoàng Duy (6) · Trần Công Minh (8) |

### Truyền hình trực tiếp
Các kênh truyền hình trực tiếp: HTV, VTC3, VFF Channel, VTV6

## Tổng kết mùa giải
- Vô địch: U19 Đồng Tháp – Cúp, Huy chương vàng và 80 triệu đồng
- Hạng nhì: U19 Hà Nội – Huy chương bạc và 50 triệu đồng
- Đồng hạng ba: U19 Viettel, U19 Sông Lam Nghệ An – Huy chương đồng và
- Giải phong cách: U19 Sông Lam Nghệ An
- Cầu thủ xuất sắc nhất: Trần Công Minh (Đồng Tháp)
- Thủ môn xuất sắc nhất: Nguyễn Nhật Trường (Đồng Tháp)
- Đồng vua phá lưới: Lại Đức Anh (U19 Sông Lam Nghệ An), Lê Văn Xuân (U19 Hà Nội), Trần Công Minh (U19 Đồng Tháp) – 4 bàn